# Camaret-sur-Aigues
Camaret-sur-Aigues település Franciaországban, Vaucluse megyében. Lakosainak száma 4549 fő (2022. január 1.). Camaret-sur-Aigues Orange, Sérignan-du-Comtat, Travaillan, Violès és Jonquières községekkel határos.

## Népesség
A település népességének változása:
| Lakosok száma | 4710 | 4607 | 4556 | 4543 | 4533 | 4542 | 4544 | 4547 | 4549 |
|               | 2013 | 2015 | 2016 | 2017 | 2018 | 2019 | 2020 | 2021 | 2022 |